# Districtul Oder-Spree
Districtul rural Oder-Spree este o unitate administrativ-teritorială în landul german Brandenburg. Are o suprafață de 2242 km2. Conform unor estimări oficiale din 2010, avea o populație de 183.859 locuitori. Reședința sa este orașul Beeskow. Cuprinde un număr de 38 de comune (urbane și rurale).